# Zelotes poecilochroaeformis
Zelotes poecilochroaeformis är en spindelart som beskrevs av Denis 1937. Zelotes poecilochroaeformis ingår i släktet Zelotes och familjen plattbuksspindlar. Inga underarter finns listade i Catalogue of Life.